# 福岡国際医療福祉大学
福岡国際医療福祉大学（ふくおかこくさいいりょうふくしだいがく、英語: Fukuoka International University of Health and Welfare）は、福岡県福岡市早良区百道浜3丁目6−40に本部を置く日本の私立大学。2019年創立、2019年大学設置。

## 概観
2019年4月、福岡国際医療福祉学院を母体としたリハビリ専門職を養成する4年制大学として開校した。

## 沿革
（沿革節の主要な出典は公式サイト）
- 2001年（平成13年） : 母体となる福岡国際医療福祉学院が開校。
- 2019年（平成31年）4月 : 福岡国際医療福祉大学開学。
- 2025年（令和7年）4月 : 大学院新設。保健医療学研究科開設予定。

## 教育および研究

### 学部・学科
- 医療学部
  - 理学療法学科
  - 作業療法学科
  - 視能訓練学科
  - 言語聴覚学科
  - 診療放射線学科（2024年開設）
- 看護学部
  - 看護学科

### 研究科
- 保健医療学研究科（令和7年4月開設予定）
  - 保健医療学専攻（修士課程）

## 公式サイト
- 福岡国際医療福祉大学